# Mattias Brunn
Mattias Brunn, född 10 december 1976 i Tyresö kommun i Stockholm, är en svensk skådespelare, regissör och dramatiker. Brunn bor i Stockholm och är gift med koreografen och dansaren Carl Olof Berg.

## Biografi
Brunn är utbildad i skådespeleri på Teaterstudion, Kulturama, Skara Skolscen, HSM Göteborg och har arbetat med teater sedan 1999, med återkommande uppdrag på bland annat Riksteatern, Regionteater Väst och Kulturhuset Stadsteatern Skärholmen. Han är verksam som skådespelare, dramatiker och regissör med pjäser spelade på flera teatrar i Sverige och utomlands. Sedan 2015 är han en av tre konstnärliga ledare på Folkteatern Gävleborg. Mattias Brunn har hyllats för sitt arbete utifrån teman om maktstrukturer, maskulinitet, kön och sexualitet.
2019 tilldelades han Staffan Göthe-priset med motiveringen "Hängivet gestaltar han sceniskt annorlundaskapet. Han röjer dess minfält, förtrollar dess lustgårdar – mångbegåvad, munter och modig".

## Teater

### Skådespeleri i urval
| År   | Roll | Produktion                         | Regissör                                                      | Teater |
| ---- | ---- | ---------------------------------- | ------------------------------------------------------------- | --- |
| 1999 |      | Bröderna Lejonhjärta               | Dag Norgård                                                   | Skaraborgs Länsteater/Sommarscen Österlen                                                                                      |
| 2001 |      | Kapten Nemo och Sarahs garage      | Peter Wanselius & Mats Hellerstedt Thorin                     | Atelierteatern |
| 2006 |      | ...efter Fredrik                   | Eva-Lena Edgren idé & manus: Mattias Brunn                    | Riksteatern |
| 2009 |      | Skolgårdens Parlament              | Ulf Michal Vinnare av Prix d' Assitei 2012                    | Regionteater Väst |
| 2009 |      | No Tears for Queers                | Nina Wester                                                   | Regionteater Väst/Riksteatern Vinnare av Prix d' Assitei 2012, utvald till Teaterbiennalen 2011, vann Årets scen QX-galan 2010 |
| 2010 |      | Från 0                             | Mattias Brunn, Carolina Frände, Nadja Hjorton                 | Regionteater Väst/Kulturhuset Stadsteatern Skärholmen                                                                          |
| 2014 |      | Vårt förakt för svaghet            | Mattias Brunn, Joakim Rindå, Victor Wigardt                   | Kulturhuset Stadsteatern Skärholmen                                                                                            |
| 2016 |      | Männen med rosa triangel           | Mårten Andersson                                              | Riksteatern |
| 2017 |      | Landet Inuti                       | Joakim Rindå, Mattias Brunn, Mårten Andersson, Victor Wigardt | Folkteatern i Gävleborg/Riksteatern                                                                                            |
| 2018 |      | The Laramie Project Moisés Kaufman | Carolina Frände                                               | Kulturhuset Stadsteatern utvald till Scenkonstbiennalen 2019                                                                   |

### Regi i urval
| År   | Produktion                | Teater                                            |
| ---- | ------------------------- | ------------------------------------------------- |
| 2008 | Projekt ID                | Regionteater Väst Vinnare av Prix d' Assitei 2012 |
| 2011 | Bilder av Pi              | Kulturhuset Stadsteatern Skärholmen               |
| 2013 | Hedwig and the angry inch | Hålogaland Teater                                 |
| 2013 | Läroplanen                | Kulturhuset Stadsteatern Skärholmen               |
| 2015 | Kunskapens frukt          | Borås Stadsteater/Backa Teater                    |
| 2017 | Transaktion               | Folkteatern i Gävleborg                           |
| 2018 | Rivers of Färila          | Folkteatern i Gävleborg                           |

### Dramatik i urval
| År   | Produktion        | Teater      |
| ---- | ----------------- | ----------- |
| 2006 | ... efter Fredrik | Riksteatern |
| 2012 | Järnnatt          | Riksteatern |

## Priser och utmärkelser
- 2019 - Staffan Göthe-priset